# 町田市立小山田中学校
町田市立小山田中学校（まちだしりつ おやまだちゅうがっこう）は、東京都町田市小山田桜台一丁目にある公立中学校。
2023年5月現在の学級数は13学級、全校生徒436人である。

## 沿革
- 1984年（昭和59年）4月1日 - 開校[1]

## 校歌
町田市立小山田中学校校歌
- 作詞 - 菅原多智子
- 作曲 -  上田進

## 教育目標
以下の教育目標が掲げられている。

## 通学区域
学区は、町田市ウェブサイト（2023年7月14日最終更新）に依った。
全域が学区となる地域
上小山田町
小山田桜台1丁目、2丁目
一部区画が学区となる地域
下小山田町

## 学区内の主な施設
- 町田市立小山田南小学校
- 桜美林大学 町田キャンパス
- 桜美林中学校・高等学校
- 日本大学第三中学校・高等学校
- 町田市バイオエネルギーセンター
- 町田市立室内プール

## 学校の統合
町田市教育委員会では「町田市新たな学校づくり推進計画」に基づいて、2040年度までに市内の市立小学校・中学校を統合・建替えをする予定である。この影響を受け、本校も2037年度に町田市立忠生中学校と統合する予定。
2037年度から2039年度までは本校既存校舎と仮設校舎を使用し、この期間で忠生中学校の敷地に新校舎を建設する。
学校統合後の新校舎は、2040年度から使用される計画となっている。

## 交通
JR東日本横浜線の淵野辺駅か町田駅で下車し、そこからバスでの移動が必要になる。
淵野辺駅からの場合、淵野辺駅北口バス停から神奈川中央交通バスの小山田桜台行きか日大三高行きに乗車し、桜台入口バス停で下車。
町田駅からの場合、町田バスセンターバス停から神奈川中央交通バスの小山田桜台行きに乗車し、桜台入口で下車。
桜台入口バス停から中学校までは徒歩5分程度。

## 著名な出身者
- 秋山莉奈（2001卒） - 女優
- 足立祐一（2005卒） - 元プロ野球選手（楽天）
- 中里崇宏（2005卒） - プロサッカー選手（Y.S.C.C.横浜）
- 井上幹（2006卒） - 音楽家
- 岩本知世（2006卒） - ファッションモデル
- 中島裕翔（2009卒） - 男性アイドル（Hey! Say! JUMP）